# Gert Brauer
Gert Brauer (ur. 7 września 1955 w Roneburgu, zm. styczeń 2018) – wschodnioniemiecki piłkarz, występujący na pozycji obrońcy.
Z zespołem FC Carl Zeiss Jena dwukrotnie zdobył Puchar NRD (1974, 1980). W latach 1979–1980 rozegrał 4 mecze w reprezentacji Niemieckiej Republiki Demokratycznej.